# Paul Steinbeck
Paul Steinbeck (* um 1980 in St. Louis) ist ein US-amerikanischer Jazzmusiker (Kontrabass, auch Bambusflöte, Perkussion, Komposition), Autor und Hochschullehrer.
Steinbeck erwarb 2002 den Bachelor an der University of Chicago; das Doktorandenstudium absolvierte er 2008 in Musiktheorie an der Columbia University. Unterricht am Kontrabass hatte er bei Harrison Bankhead, in Komposition bei Ari Brown. In Chicago arbeitete er mit Warren Smith, Malachi Thompson sowie mit Mwata Bowden im Trio Low End Theory. Für Bowdens UChicago X-Tet schrieb er die Komposition Dance Velvet (2001, Album Visions of Things to Come). Er leitete eigene Gruppen und ist Mitglied des STL Free Jazz Collective.
Steinbeck unterrichtet seit 2012 als Assistant Professor Musiktheorie an der Washington University in St. Louis. In seinen Forschungen beschäftigt er sich mit Improvisation, Intermedialität und der Musik der Association for the Advancement of Creative Musicians (AACM). Er schrieb neben zahlreichen Artikeln (u. a. für Jazz Perspectives, Journal of the Society for American Music, Jazz Hot und das Journal of Music Theory), Liner Notes und Buchbesprechungen ein Buch über das Art Ensemble of Chicago (Message to Our Folks),  mit Fred Anderson das Lehrbuch Exercises for the Creative Musician (2010). 2022 folgte das Buch Sound Experiments.

## Diskographische Hinweise
- Nine Ways (Engine Studios, 2004), mit Niko Higgins, Warren Smith, Andrew Lamb
- Three Fifths (Engine Studios, 2005), mit Niko Higgins, Andrei Strobert, Warren Smith, Andrew Lamb
- Sun Set (Engine Studios, 2007), mit Warren Smith, Chris Washburne, Malachi Thompson
- James Hegarty, Paul Steinbeck, Shane Robles Time Space (Kvist Records, 2013)